# 扇町京子
扇町 京子（おうぎまち きょうこ、1940年11月 - ）は、日本の女優である。ハイティーンのころに新東宝の脇役女優としてデビュー、三原葉子、万里昌代に続く「第三のグラマー」として売り出された。同社倒産後は大蔵映画で成人映画を中心に主演、黎明期の成人映画界のスターであった。『やくざ芸者』（1965年）で映画監督としてもデビュー、日本で初めての「成人映画界の女性監督」として知られる。

## 人物・来歴
1940年（昭和15年）11月、愛知県に生まれる。
新東宝に入社、満19歳になったばかりの1960年（昭和35年）1月13日に公開された小畑絹子の主演作『0線の女狼群』（監督三輪彰）に「夜の女」役で出演して、映画界にデビューした。ただし東京国立近代美術館フィルムセンターの所蔵作品データベースによれば、前年の1959年（昭和34年）11月28日に公開された宇津井健の主演作『続 雷電』に端役で出演、扇町の名がクレジットされている。以降、同社が倒産する1961年（昭和36年）8月31日まで同社に在籍し、端役・脇役出演を続けた。主演女優ではなかったが、『小説倶楽部』（桃園書房）や『読切倶楽部』（三世社）等の小説誌の巻頭口絵・グラビアページに写真を掲載するプロモーションが行われた。大蔵貢社長就任以降の同社後期の看板女優であった「グラマー女優」の三原葉子、万里昌代に続く「第三のグラマー」として売り出され、認知を広げる過程にあった。同社倒産以降、同社の企画者であった佐川滉が佐川プロダクションで製作した『黒と赤の花びら』（監督柴田吉太郎）に出演、同作は新東宝配給の後身である大宝が配給し、1962年（昭和32年）1月14日に公開された。
同年1月、新東宝の社長であった大蔵貢（1899年 - 1978年）が大蔵映画を設立、扇町は協立映画が製作し、大蔵映画が配給した成人映画『肉体の市場』（監督小林悟、主演香取環）に出演、同作は同年2月27日に公開された。同作はのちに「ピンク映画第1号」とみなされた作品である。同年4月7日に公開された大蔵映画の大作『太平洋戦争と姫ゆり部隊』（監督小森白）にも看護婦役で出演したが、以降、成人映画に多く出演、『行為の果て』（監督辰巳敏輝、1964年）、『情怨の渦』（監督大橋秀夫、1964年）、『女の悶え』（監督高木丈夫、1965年）、『素肌のおんな』（監督小川欽也、1965年）、『肉体の河』（監督木俣堯喬、1966年）、『女体標本』（監督木俣堯喬、1966年）等に主演した。『肉体の河』は木俣堯喬（1915年 - 2004年）の監督デビュー作である。『日本映画発達史』の田中純一郎は、同書のなかで黎明期の成人映画界のおもな出演者として、扇町の名を筆頭に、橘桂子、城山路子（光岡早苗と同一人物）、内田高子、香取環、新高恵子、松井康子、西朱実、朝日陽子、火鳥こずえ、華村明子、森美沙、湯川美沙、光岡早苗、路加奈子、有川二郎、里見孝二、川部修詩、佐伯秀男を挙げている。大蔵の実弟・近江俊郎の監督作『その結婚異議あり』（配給大映、1963年）や『東京オリンピック音頭 恋愛特ダネ合戦』（配給松竹、1963年）、『この道赤信号』（配給大映、1964年）等で、大蔵映画以外の一般映画にも脇役出演もしている。連続テレビ映画にもゲスト出演しており、新東宝出身の石川義寛がメイン監督を務めた『第7の男』（製作東北新社・フジテレビジョン）の第10話『夜の罠』に出演、同作は1964年（昭和39年）12月29日に放映された。
満25歳になる1965年（昭和40年）11月、志摩みはるを主演に成人映画『やくざ芸者』（配給センチュリー映画社）を監督、映画監督としてもデビューするが、同作が最初で最後の監督作になった。ルポライターの鈴木義昭、イギリスの日本映画研究家のジャスパー・シャープによれば、扇町は大蔵貢の愛人であったといい、シャープは、扇町の監督デビューは大蔵による特別待遇であると指摘している。翌1966年（昭和41年）には引退した。
松竹大船撮影所出身の川口のぶ（1936年 - ）が、東映京都撮影所に移籍した時代に「扇町景子」あるいは「扇町恵子」と名乗っており、これを「扇町京子」と混同する資料がある。

## フィルモグラフィ
クレジットは監督作を除きすべて「出演」である。東京国立近代美術館フィルムセンター（NFC）等の所蔵状況についても記す。

### 新東宝
- 『続 雷電』 : 総指揮大蔵貢、製作山梨稔、企画柴田万三、監督中川信夫、主演宇津井健、製作・配給新東宝、1959年11月28日公開 - 出演、NFCが81分の上映用プリントを所蔵[6]
- 『0線の女狼群』 : 製作大蔵貢、企画岡本良介、監督三輪彰、主演小畑絹子、製作・配給新東宝、1960年1月13日公開（成人映画・映倫番号 不明[7]） - 夜の女[4][7]（0線の女D[9]）
- 『黒線地帯』 : 製作大蔵貢、企画佐川滉、監督石井輝男、製作・配給新東宝、1960年1月13日公開（映倫番号 11832） - 出演、NFCが80分の上映用プリントを所蔵[6]
- 『危険な誘惑』 : 製作大蔵満彦、企画小野沢寛、監督小林悟、主演池内淳子、製作・配給新東宝、1960年1月23日公開（成人映画・映倫番号 11851） - ユミ
- 『女体渦巻島』 : 製作大蔵貢、企画小野沢寛、監督石井輝男、製作・配給新東宝、1960年2月27日公開（映倫番号 11794） - 出演、NFCが64分の上映用プリントを所蔵[6]
- 『男が血を見た時』 : 製作大蔵貢、企画島村達芳・大西正雄、監督三輪彰、製作・配給新東宝、1960年4月9日公開（映倫番号 11728） - セクシー
- 『黄線地帯 イエローライン』 : 製作大蔵貢、企画佐川滉、監督石井輝男、製作・配給新東宝、1960年4月29日公開（映倫番号 11828） - ホテルの女[10]（地下室の女[9]）
- 『怪談海女幽霊』 : 製作大蔵貢、企画津田勝二、監督加戸野五郎、製作・配給新東宝、1960年7月8日公開（映倫番号 11470） - 澄子
- 『太陽と血と砂』 : 製作大蔵貢、企画中塚光男、監督小野田嘉幹、製作・配給新東宝、1960年7月22日公開（映倫番号 11600） - 女友達A
- 『女王蜂と大学の龍』 : 製作大蔵貢、企画佐川滉、監督石井輝男、製作・配給新東宝、1960年9月1日公開（映倫番号 11453） - バシンのお政
- 『少女妻 恐るべき十六才』 : 製作大蔵貢、企画小野沢寛、監督渡辺祐介、製作・配給新東宝、1960年10月8日公開（成人映画・映倫番号 11902） - マリ、NFCが74分の上映用プリントを所蔵[6]
- 『激闘の地平線』 : 企画岡本良介、監督小森白、製作・配給新東宝、1960年10月15日公開（映倫番号 12044） - マリ子
- 『怒号する巨弾』 : 企画島村達芳、監督石川義寛、製作・配給新東宝、1960年11月12日公開（映倫番号 11978） - ヌード・ダンサー
- 『暴力五人娘』 : 製作大蔵貢、企画小野沢寛、監督曲谷守平、製作・配給新東宝、1960年12月27日公開（映倫番号 11492） - 大塚礼子
- 『凸凹珍道中』 : 製作・監督近江俊郎、製作・配給新東宝、1960年12月27日公開（映倫番号 11778） - アベックの女

- 『誰よりも金を愛す』 : 企画柴田万三、監督斎藤寅次郎、製作・配給新東宝、1961年2月2日公開（映倫番号 12097） - ダンサー、NFCが85分の上映用プリントを所蔵[6]
- 『風流滑稽譚 仙人部落』 : 企画中塚光男、監督曲谷守平、製作・配給新東宝、1961年2月8日公開（映倫番号 12180） - 酒仙の女（冷姉）
- 『私は嘘は申しません』 : 製作柴田万三、監督斎藤寅次郎、製作しばたプロダクション、配給新東宝、1961年4月5日公開（映倫番号 12291） - 出演、NFCが81分の上映用プリントを所蔵[6]
- 『底抜け三平 危険大歓迎』 : 企画小笠原武夫・柴田万三、監督西村元男、製作国光フィルム、配給新東宝、1961年5月3日公開（映倫番号 12323） - レジャーの朱実
- 『お笑い三人組 怪しい奴にご用心』 : 企画津田勝二、監督小野田嘉幹、製作・配給新東宝、1961年5月10日公開（映倫番号 12298） - 細井幸子

### 大蔵映画ほか

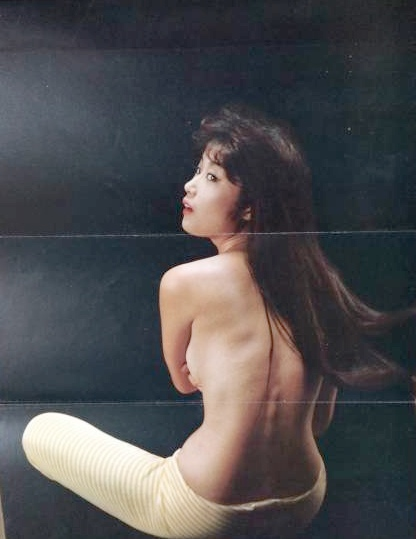
『ユーモア画報 11月号』（1962年）の扇町。

- 『黒と赤の花びら』 : 製作佐川滉、監督柴田吉太郎、製作佐川プロダクション、配給大宝、1962年1月14日公開（映倫番号 12708） - クララ・スタイル社の女
- 『肉体の市場（英語版）』[10]（『肉体市場』[2]） : 製作池田一夫、監督小林悟、主演香取環、製作協立映画、配給大蔵映画、1962年2月27日公開[4]（成人映画・映倫番号 21474）
- 『太平洋戦争と姫ゆり部隊』 : 製作大蔵貢、監督小森白、製作・配給大蔵映画、1962年4月7日公開[4]（映倫番号 12407） - 曽我看護婦、NFCが133分の上映用プリントを所蔵[6]
- 『不完全結婚』 : 監督小林悟・木元健太、主演香取環、製作純潔映画研究会、配給大蔵映画、1962年5月1日公開（成人映画・映倫番号 12787） - 出演、NFCが57分の上映用プリントを所蔵[6]
- 『大笑い次郎長一家 三ン下二挺拳銃』 : 企画津田勝二、監督斎藤寅次郎、製作新東宝、配給東宝、1962年5月15日公開（映倫番号 12357） - どんぶりのお福
- 『悲しみはいつも母に』 : 企画柴田万三、監督中川信夫、製作新東宝、配給大映、1962年6月3日公開（映倫番号 12397） - ミドリ
- 『沖縄怪談逆吊り幽霊 支那怪談死棺破り』 : 監督小林悟・邵羅輝、製作大蔵映画・東方影業、配給大蔵映画、1962年6月13日公開 - 朱美

- 『海女の怪真珠』 : 製作大蔵貢、監督小林悟、製作大蔵映画・東方影業[6]、配給大蔵映画、1963年1月1日公開（映倫番号 12909） - はるみ、NFCが82分の上映用プリントを所蔵[6]
- 『社長と女秘書 全国民謡歌合戦』[7][9]（『社長と令嬢と秘書 全国民謡歌合戦』[10]、『社長と女秘書全国旅行 民謡歌合戦』[6]） : 監督近江俊郎、製作・配給大蔵映画、1963年1月29日公開（映倫番号 13079） - 二号課長 大木待子、NFCが71分の上映用プリントを所蔵[6]
- 『その結婚異議あり』 : 製作伊藤久夫、企画八木脩、監督近江俊郎、製作パシフィックプロダクション、配給大映、1963年4月14日公開（映倫番号 13146） - 桂子
- 『性の変則』 : 監督小林悟、製作・配給大蔵映画、1963年4月25日公開（成人映画・映倫番号 13122） - 東春美
- 『怪談異人幽霊』 : 製作大蔵貢、監督小林悟、製作・配給大蔵映画、1963年6月2日公開（映倫番号 13212） - 大原京子、NFCが70分の上映用プリントを所蔵[6]
- 『東京オリンピック音頭 恋愛特ダネ合戦』 : 監督近江俊郎、製作松竹大船撮影所、配給松竹、1963年12月14日公開（映倫番号 13440） - ハナハナ・モモリヤ

- 『めす犬の賭け』 : 製作千葉実、監督若松孝二、製作日本シネマ、1964年3月17日公開（成人映画・映倫番号 13518）
- 『この道赤信号』 : 企画八木脩、監督近江俊郎、製作ワールドプロモーション、配給大映、1964年5月16日公開（成人映画・映倫番号 13358） - 婦警
- 『怪談残酷幽霊』 : 製作大蔵貢、監督小林悟、製作・配給大蔵映画、1964年5月17日公開 - 妻・琴江
- 『独立グラマー部隊』 : 製作矢元照雄、監督小川欽也、製作国映、配給大蔵映画、1964年6月公開（成人映画・映倫番号 13599）
- 『覗かれた個室』 : 製作田中利男、監督加戸野五郎、製作三協、配給大蔵映画、1964年6月公開（成人映画・映倫番号 13552）
- 『情怨の渦』 : 監督大橋秀夫、製作国映、配給大蔵映画、1964年8月3日公開（成人映画・映倫番号 13620） - ミチ（主演[3]）
- 『行為の果て』 : 製作祖父江羊己、監督辰巳敏輝、製作中映プロダクション、配給新東宝映画、1964年8月17日公開（成人映画・映倫番号 13646） - 主演[2]
- 『逆情』 : 製作鷲尾飛天丸、監督若松孝二、製作・配給日本シネマフイルム、1964年9月公開（成人映画・映倫番号 13706） - 出演、NFCが71分・64分の上映用プリントを所蔵[6]
- 『網の中の女』 : 製作鷲尾飛天丸、監督若松孝二、製作日本シネマ、配給大蔵映画、1964年9月公開（成人映画・映倫番号 13672）
- 『肉体の妖精』 : 監督小林悟、製作中映プロダクション、配給大蔵映画、1964年10月公開（成人映画・映倫番号 13729） - 出演、NFCが69分の上映用プリントを所蔵[6]
- 『白い肌の脱出』 : 製作鷲尾飛天丸、企画千葉実、監督若松孝二、製作日本シネマ、配給大蔵映画、1964年12月 - 出演、NFCが82分の上映用プリントを所蔵[6]
- 『続・妾』 : 製作矢元照雄、監督大橋秀夫、製作国映、配給大蔵映画、1964年12月21日公開（成人映画・映倫番号 13768）
- 『白い肌の脱出』 : 監督若松孝二、製作日本シネマ、配給大蔵映画、1964年12月公開
- 『第7の男』第10話『夜の罠』 : 監督石川義寛、製作東北新社・フジテレビジョン、1964年12月29日放映（連続テレビ映画）

- 『女の悶え』 : 監督高木丈夫、製作シネユニモンド、配給大蔵映画、1965年1月公開 - 主演[16]
- 『忍法忠臣蔵』 : 監督長谷川安人、製作東映京都撮影所、配給東映、1965年2月25日公開（映倫番号 13821） - お梁
- 『女臭』 : 監督田家不二男、製作三協、配給大蔵映画、1965年3月公開
- 『ちんころ海女っこ』 : 監督前田陽一、主演中村晃子、製作松竹大船撮影所、配給松竹、1965年6月26日公開（映倫番号 13991） - ナギ、NFCが83分の上映用プリントを所蔵[6]
- 『つまみ喰い』 : 監督山本晋也、製作日本シネマ、配給大蔵映画、1965年6月公開
- 『強烈な情事』 : 監督小川欽也、製作・配給大蔵映画、1965年10月公開
- 『可愛い悪女 このまま殺して』（『可愛い悪魔 このまま殺して』[10]『このまま殺して』[7]） : 製作・監督藤雄三、主演内田高子、製作藤プロダクション、配給大蔵映画、1965年10月公開（映倫番号 14202） - 津田サチ子
- 『やくざ芸者』 : 主演志摩みはる、製作南進映画、配給センチュリー映画社、1965年11月公開 - 監督[4]、山形ドキュメンタリーフィルムライブラリーが70分の上映用プリントを所蔵[19]
- 『素肌のおんな』[6]（『素肌の女』） : 製作・企画河野詮、監督小川欽也、製作JOプロダクション、配給不明、1965年11月製作・公開（成人映画・映倫番号 不明） - 主演、NFCが68分の上映用プリントを所蔵[6]
- 『色欲のもつれ』 : 監督小川欽也、製作・配給大蔵映画、1965年12月公開 - 愛人章子

- 『肉体の河』 : 監督木俣堯喬、製作プロダクション鷹、配給大蔵映画、1966年1月公開 - 主演[2][15]
- 『黒幕』 : 製作篠ノ井公平、監督小林悟、製作創映プロダクション、配給松竹、1966年2月19日公開（成人映画・映倫番号 14320） - 由良加代
- 『求愛体操』 : 監督岡田一、製作シバタフィルム、配給大蔵映画、1966年3月公開
- 『女体標本』 : 監督木俣堯喬、製作プロダクション鷹、配給大蔵映画、1966年4月公開 - 主演[2]
- 『欲望の異常者』 : 監督小林悟、製作・配給大蔵映画、1966年6月公開

## ビブリオグラフィ
国立国会図書館蔵書等にみる書誌である。
- 「魅惑のポート 扇町京子（新東宝）」 : 『小説倶楽部』第13巻第9号所収、桃園書房、1960年7月発行
- 多色口絵「夏来る! 扇町京子」 : 『読切倶楽部』第9巻第7号所収、三世社、1960年7月発行
- 「真夏の魅惑」水野久美・扇町京子・浅丘ルリ子 : 『読切倶楽部』第9巻第8号所収、三世社、1960年8月発行
- 多色口絵「涼風がいつぱい」淡路恵子・扇町京子 : 『読切倶楽部』第9巻第9号所収、三世社、1960年9月発行、p.3.
- 多色口絵「輝く素肌 扇町京子」 : 『読切倶楽部』第10巻第10号所収、三世社、1961年7月発行
- 「扇町京子のセクシー・ルック」 : 『ユーモア画報』11月号所収、一水社、1962年11月発行
- 「扇町京子の知られざる一面」 : 『近代映画』第21巻第2号通巻261号所収、近代映画社、1965年1月発行、p.142.
- 「座談会・女（扇町京子）がつくるピンク映画」 : 『週刊 実話と秘録』第6巻第23号所収、明文社、1965年12月24日発行